# همر (فیلم ۲۰۱۰)
«همر» (انگلیسی: The Hammer (2010 film)) فیلمی در ژانر زندگینامه‌ای است که در سال ۲۰۱۰ منتشر شد. از بازیگران آن می‌توان به راسل هاروارد، ریموند جی. بری، و ریچ فرانکلین اشاره کرد.